# كلم بالا (دوستان)
كلم بالا (بالفارسية: کلم بالا) هي قرية تقع في إيران في قسم دوستان الريفي. يقدر عدد سكانها بـ 687 نسمة .